# Restaurace Slezan
Bývalá restaurace Slezan v Hlučíně byla postavena na starších základech, urbanisticky vymezuje a definuje náměstí a přispívá (i přes četné přestavby a nemnoho dochovaných původních prvků) k ucelenější představě o historické podobě náměstí. Lokál restaurace Slezan byl místem dělnických akcí v době revoluční vlny po první světové válce. Je to kulturní památka evidovaná pod č. 34959/8-2973  Ústřední seznam kulturních památek České republiky [online].  Praha: Národní památkový ústav [cit. 2013-08-18]. Identifikátor záznamu 146700 : restaurace "Slezan". Památkový katalog. Hledat dokumenty v Metainformačním systému NPÚ ., dům stojí na parc. č . 428 v k.ú. Hlučín, Mírové náměstí 32. Městský typ domu, nárožní, v ulicové frontě, pozdější přístavba se sálem, 19. století.